# 城关镇 (广河县)
城关镇，是中华人民共和国甘肃省临夏回族自治州广河县下辖的一个乡镇级行政单位。

## 行政区划
城关镇下辖以下地区：
西关社区、石那奴村、马家村、火红村、李家河村、潘家村、马力庄村、牟家窑村、十里墩村、李家坪村、双泉村、西关村、赵家村和大杨家村。